# Alex Forsyth (hockey sur glace)
Pour les articles homonymes, voir Alex Forsyth et Forsyth.
Alex Forsyth (né le 6 janvier 1955 à Galt, dans la province de l'Ontario au Canada et mort le 12 juillet 2024 à Kingston en Ontario) est un joueur professionnel canadien de hockey sur glace.

## Statistiques
| Saison    | Équipe                 | Ligue |    | Saison régulière | Saison régulière | Saison régulière | Saison régulière | Saison régulière |   | Séries éliminatoires | Séries éliminatoires | Séries éliminatoires | Séries éliminatoires | Séries éliminatoires |
| Saison    | Équipe                 | Ligue | PJ | B                | A                | Pts              | Pun              | PJ               | B | A                    | Pts                  | Pun                  |                      |                      |
| 1973-1974 | Canadians de Kingston  | AHO   | 58 | 11               | 11               | 22               | 17               | -                | - | -                    | -                    | -                    |                      |                      |
| 1974-1975 | Canadians de Kingston  | AHO   | 64 | 27               | 31               | 58               | 72               | -                | - | -                    | -                    | -                    |                      |                      |
| 1975-1976 | Robins de Richmond     | LAH   | 71 | 7                | 16               | 23               | 24               | 8                | 2 | 5                    | 7                    | 0                    |                      |                      |
| 1976-1977 | Indians de Springfield | LAH   | 74 | 14               | 33               | 47               | 47               | -                | - | -                    | -                    | -                    |                      |                      |
| 1976-1977 | Capitals de Washington | LNH   | 1  | 0                | 0                | 0                | 0                | -                | - | -                    | -                    | -                    |                      |                      |
| 1977-1978 | Oilers de Tulsa        | LCH   | 69 | 15               | 16               | 31               | 29               | 1                | 0 | 0                    | 0                    | 0                    |                      |                      |